# Primera División de Venezuela 1958
La temporada 1958 de Primera División (oficialmente Copa Junta de Gobierno) fue la segunda temporada de la máxima categoría del Fútbol Profesional Venezolano.

## Equipos participantes
| Club                | Estado           |
| ------------------- | ---------------- |
| Danubio             | Distrito Federal |
| Deportivo Español   | Distrito Federal |
| Deportivo Portugués | Distrito Federal |
| Estudiantes         | Distrito Federal |
| La Salle            | Distrito Federal |

## Historia
La novedad de este año fue la inclusión de los equipos Deportivo Portugués, Estudiantes y Danubio. Por su parte Universidad Central, Banco Obrero, Catalonia Fútbol Club y Deportivo Vasco no se hicieron presentes en esta temporada.
El campeón de Liga fue el debutante Club Deportivo Portugués. Este equipo, de acuerdo con los comentarios en algunas reseñas de la prensa caraqueña, era el antiguo Unión Deportivo Portugués que jugó en la segunda categoría del fútbol capitalino de finales de los 40 y principios de los 50. René Irazque (6 goles) fue el máximo anotador del campeonato y el brasileño Orlando Fantoni capturó su segundo título como técnico.
El equipo Estudiantes estaba conformado por alumnos del colegio San Ignacio del Loyola: el Equipo Loyola SC fue también conocido como Estudiantes. De hecho, estaba conformado por alumnos del Colegio San Ignacio de Loyola, pero oficialmente se le atribuye al equipo Loyola SC.
Así como lusitanos y académicos, Danubio también debutó en este torneo y su base de jugadores era netamente europeos: alemanes, austriacos, húngaros, franceses, yugoslavos. Algunos sí eran extranjeros; otros, eran descendientes radicados en Venezuela.

## Clasificación
| Pos | Equipo                  | J | G | E | P | GF | GC | DG | Ptos |
| --- | ----------------------- | - | - | - | - | -- | -- | -- | ---- |
| 1   | Deportivo Portugués (C) | 8 | 5 | 1 | 2 | 11 | 6  | 5  | 11   |
| 2   | Deportivo Español       | 8 | 5 | 0 | 3 | 14 | 12 | 2  | 10   |
| 3   | Estudiantes             | 8 | 3 | 3 | 2 | 13 | 10 | 3  | 9    |
| 4   | La Salle                | 8 | 2 | 2 | 4 | 8  | 10 | -2 | 6    |
| 5   | Danubio                 | 8 | 1 | 2 | 5 | 6  | 14 | -8 | 4    |

|  | (C) : Campeón |

Deportivo Portugués

Campeón

### Resultados
| Danubio             | 0 - 0 | Deportivo Portugués | 17 de agosto     |
| Deportivo Español   | 1 - 0 | La Salle            | 23 de agosto     |
| Estudiantes         | 2 - 0 | Deportivo Portugués | 24 de agosto     |
| La Salle            | 3 - 0 | Danubio             | 30 de agosto     |
| Deportivo Español   | 2 - 1 | Estudiantes         | 31 de agosto     |
| Deportivo Español   | 1 - 0 | Danubio             | 6 de septiembre  |
| Estudiantes         | 1 - 1 | La Salle            | 13 de septiembre |
| Deportivo Portugués | 1 - 0 | Deportivo Español   | 14 de septiembre |
| Estudiantes         | 4 - 1 | Danubio             | 20 de septiembre |
| Deportivo Portugués | 2 - 0 | La Salle            | 21 de septiembre |

| Estudiantes         | 2 - 1 | Deportivo Portugués | 27 de septiembre |
| Danubio             | 2 - 0 | La Salle            | 28 de septiembre |
| Deportivo Portugués | 4 - 2 | Deportivo Español   | 4 de octubre     |
| La Salle            | 1 - 1 | Estudiantes         | 5 de octubre     |
| Deportivo Español   | 3 - 2 | Danubio             | 11 de octubre    |
| Deportivo Portugués | 1 - 0 | La Salle            | 12 de octubre    |
| Danubio             | 1 - 1 | Estudiantes         | 18 de octubre    |
| La Salle            | 3 - 2 | Deportivo Español   | 19 de octubre    |
| Deportivo Portugués | 2 - 0 | Danubio             | 26 de octubre    |
| Deportivo Español   | 3 - 1 | Estudiantes         | 27 de octubre    |